# Титко, Раиса Ивановна
Раиса Ивановна Титко (16 августа 1926 — 14 января 1977) — передовик советского сельского хозяйства, свинарка совхоза «Победа» Ошмянского района Гродненской области, Герой Социалистического Труда (1971).

## Биография
Родилась в 1926 году в Подляском воеводстве в Польше в белорусской семье.
В 1935 году, когда умерла мать, вынуждена была работать. Работала в сельском хозяйстве по найму. В Великую Отечественную войну проживала на оккупированной территории. 
В 1952 году переехала в город Ошмяны, трудоустроилась свинаркой в колхоз "Победы". Работала доблестно. Уже к 1955 году сумела на каждую свиноматку получить по 22 поросёнка. Окончила вечернюю школу. В 1970 году получила 24 поросёнка на каждую из 42 свиноматок. А всего за год вырастила 1036 поросят.       
Указом Президиума Верховного Совета СССР от 8 апреля 1971 года за получение высоких результатов в сельском хозяйстве и рекордные показатели в свиноводстве Раисе Ивановне Титко было присвоено звание Героя Социалистического Труда с вручением ордена Ленина и медали «Серп и Молот». 
Продолжала работать на свиноферме.     
Умерла 14 января 1977 года.

## Награды
За трудовые успехи была удостоена:
- золотая звезда «Серп и Молот» (08.04.1971)
- орден Ленина (08.04.1971)
- Орден Трудового Красного Знамени (22.03.1966)
- другие медали.